# Сацук, Юрий Петрович
Юрий Сацук (бел. Юрый Сацук) — белорусский кикбоксер. Чемпион мира среди любителей и профессионалов.

## Спортивная карьера

### Любительская карьера
С тайским боксом Юрий познакомился довольно поздно — в 18 лет. Изначально хотел заниматься классическим боксом, но туда его не взяли из-за возраста и посоветовали попробовать себя в муайтай.
Так он попал в клуб «Синьтяо». Первым тренером был Алексей Харкевич. Потом перешел в «Чинук», где тренировался под руководством Сергея Ивановича и Игоря Бугаенко. В данный момент тренируется в клубе Gridin Gym у Андрея Гридина.
Занимается тренерской деятельностью. Воспитал чемпиона Беларуси, Европы и мира Валдиса Белявского.
Является чемпионом Беларуси по кикбоксингу и тайскому боксу (2003 год), финалистом Кубка Мира (2004 год), победителем Кубка Беларуси. В 2007 году в Сербии на чемпионате мира по кикбоксингу завоевал бронзовую медаль в весе до 57 кг. В 2009 году взял золото на чемпионате мира в Австрии по кикбоксингу в весе до 57 кг.
Является мастером спорта Республики Беларусь по тайскому боксу и мастером спорта международного класса по кикбоксингу.

### Профессиональная карьера
Выступать на профессиональном ринге Юрий начал в 2008 году. Его первые бои проходили в России, Украине и Беларуси. В 2013 году он по приглашению на полгода уехал в Австралию, где работал тренером. Также в это время он провел там два боя (один — против местного бойца Криса Уайта, второй — австралийца турецкого происхождения Юши Осхана) и в обоих одержал победу.
После возвращения в Беларусь вплоть до 2018 года часто боксировал на турнирах, организованных клубом «Чинук»: «Осьминог» и «Тонгкат». Большинство поединков закончились в его пользу. Исключением стал поединок 2015 года против Дастана Шаршеева, который Юрий проиграл нокаутом во втором раунде
В 2020 году начал выступать на турнирах промоушена BFC. Первый бой провел 17 апреля 2020 года против Алексея Чечко и одержал победу техническим нокаутом во втором раунде. Уже через две недели он снова вышел в ринг этой организации на турнире BFC 51. Его соперником стал Сергей Чернецкий. Юрий одержал победу решением судей.
В апреле 2021 года Юрий принимал участие в совместном турнире BFC OPEN FC. Его соперником был Андрей Сколыш. Бой проходил по правилам кикбоксинга, но в перчатках для ММА. Поединок продлился все три раунда и закончился победой Юрия решением судей. В таких же условиях он провел и свой следующий бой на турнире AMC FIGHT NIGHTS 107 в Минске, где досрочно одержал победу в первом раунде.
Осенью 2022 года на турнире BFC 69 Юрий снова встретился в ринге с Андреем Сколышем, но на этот раз поединок был титульный и проходил по формуле «5х3». Юра доминировал все пять раундов и завоевал пояс чемпиона организации.

## Титулы и достижения

### Любительский спорт
- 2003 чемпионат Беларуси WAKO
- 2003 чемпионат Беларуси «IFMA»
- 2004 Кубок Мира WAKO , Венгрия
- 2007 чемпионат мира WAKO , Сербия
- 2009 чемпионат мира WAKO , Австрия

### Профессиональный спорт
- 2022 чемпион мира по версии BFC, Беларусь, 70 кг